# Auri (football)
Auri Dias Faustino, plus communément appelé Auri, est un footballeur brésilien né le 7 novembre 1973 à Nova Aurora.